# Blanchetown
Blanchetown är en ort i Australien. Den ligger i kommunen Mid Murray och delstaten South Australia, omkring 110 kilometer nordost om delstatshuvudstaden Adelaide. Antalet invånare är 230.
Trakten runt Blanchetown är nära nog obefolkad, med mindre än två invånare per kvadratkilometer.. Det finns inga andra samhällen i närheten.
Omgivningarna runt Blanchetown är i huvudsak ett öppet busklandskap. Genomsnittlig årsnederbörd är 320 millimeter. Den regnigaste månaden är februari, med i genomsnitt 68 mm nederbörd, och den torraste är oktober, med 8 mm nederbörd.